# Tota (Colombia)
Tota è un comune della Colombia facente parte del dipartimento di Boyacá.
Il centro abitato venne fondato da Gonzalo Jimenez de Quesada nel 1535.